# 格尔尼茨
格尔尼茨（德語：Göllnitz）是德国图林根州的市镇，隶属于阿尔滕堡地区县。总面积为5.08平方千米，截至2023年12月31日总人口为310人。